# TDK SR
SR（エスアール、スーパー・レスポンス、SUPER RESPONSE）は、TDKが1988年（昭和63年）から1995年（平成7年）まで製造・販売していたハイポジション（クロムポジション、IEC TYPE II）用コンパクトカセットテープの名称、または商標である。
なお、本項ではSRの派生製品となるSR-X（エスアール・エックス、スーパー・レスポンス・エクストラ、SUPER RESPONSE EXTRA）とSR-Limited（エスアール・リミテッド、スーパー・レスポンス・リミテッド、SUPER RESPONSE LIMITED）のほか、同社が1985年（昭和60年）から1988年まで製造・販売していたSRの前身製品となるハイポジション用のコンパクトカセットテープであるSF（エスエフ、スーパー・フィデリティー、SUPER FIDELITY）について記述する。

## SF（日本市場：1985年 -  1988年、海外市場：1985年 - 1995年）
1985年7月に同社のエントリー系のハイポジション用カセットテープとして製造・販売開始。磁性体として格上のハイポジション用カセットテープのSA同様、アビリンが採用されているが、磁気テープを塗布するオリエンテーションの製法が大幅に異なっているほか、磁気テープそのものの録音に対する入力感度（出力）がSAに対しある程度引き下げられているものの、MOLや低ノイズレベル特性に限っては既存のSAを若干上回っていた。なお、発売当時の標準価格は同社の上級クラスの音楽録音専用（SLH級）ノーマルポジション用カセットテープのAR（初代）とほぼ同一だった。その後、1986年7月に初の改良を実施。日本市場に限っては1988年9月に後述する事実上の後継となるSRと入れ替わる形で販売終了となった。ただし、海外市場では1995年にAD Type2（後のAD2）が発売開始されるまで継続販売されていた。

## SR（日本市場限定：1988年 - 1995年）

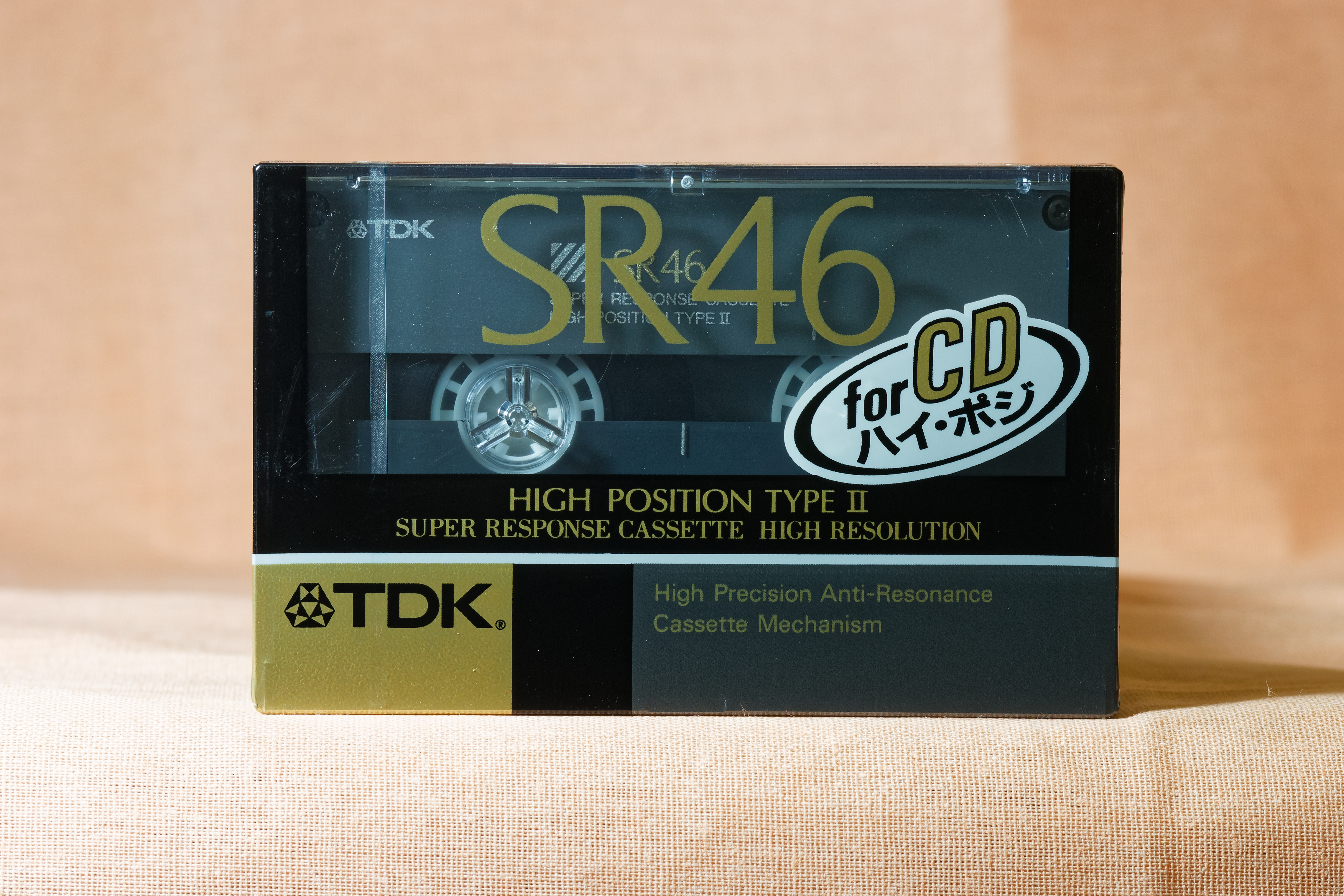
1988年から1990年まで発売された
初代TDK SR

先述の通り、1988年9月に日本市場に限りSFの後継製品として製造・販売開始。磁性体としてSAやSF同様、アビリンが採用されているが、従来品となるSFに対し入力感度やMOLが若干強化されたほか、ノイズレベルも大幅に低減された。その後、3度に渡り改良を実施し、1995年4月にAD Type2（後のAD2）と入れ替わる形で販売終了となった。なお、SRは松下電器産業（現・パナソニックホールディングス）向けにPanasonic HXの商品名で1989年から1995年までOEM供給された。

## SR-X（日本市場限定：1989年 - 1994年）
1989年（平成元年）3月に同社の既存のSRの上位版となるハイポジション用カセットテープとして製造・販売開始。性能・音質に関してはSRとSAの中間に位置していた。1994年（平成6年）3月に既存のSAに統合される形でそのまま販売終了となった。

## SR-Limited（日本市場限定：1991年 - 1993年）
1991年（平成3年）9月に2代目SRのスリムケース版として製造・販売開始。発売当時、世界最小・最軽量を謳っていたサイドローディング・ケースが採用されており、カセットハーフの出し入れに関しては短辺方向から行うという方式が採用されているのが特徴。このほか、カセットテープが探しやすい縦横3方向から確認可能な
3面インデックスが採用された。タイムバリエーションは46分・54分・60分・90分の4種類と一連のSRシリーズの中では最も少なく、価格もオープンプライスとなっていた。